# Валентин Лабунський
Валентин Лабунський (нар. 1951, м. Носівка, Чернігівщина) — український видавець, журналіст.

## Життєпис
Закінчив факультет журналістики Київського університету. Працював у газетах «Київська правда», «Вечірній Київ», «Спортивна газета», «Голос України» та на українському радіо. Редагував журнал «Військо України». Брав участь у Народному Русі України та Українська Республіканська Партія|Українській Республіканській Партії. У 1990-их роках відомий своїми репортажами з Литви, Грузії, Придністров'я.
У 1993-95 рр. — експерт зпитань ЗМІ місії ОБСЄ в Україні.
1996 емігрував до США. Працював у діаспорній пресі, кореспондентом радіо «Німецька хвиля».
2008 — заснував та очолив редакцію (головний редактор) тижневика «Нова газета».